# KMBO
 (mars 2011).
Si vous disposez d'ouvrages ou d'articles de référence ou si vous connaissez des sites web de qualité traitant du thème abordé ici, merci de compléter l'article en donnant les références utiles à sa vérifiabilité et en les liant à la section « Notes et références ».

Logo de KMBO.

KMBO est une société française de production de films et de distribution de films, créée en janvier 2007 et dirigée par Vladimir Kokh.
KMBO crée le label Little KMBO en 2009 pour la distribution de films d'animation jeune public.
KMBO est membre de la Fédération nationale des éditeurs de films (FNEF).

## Filmographie sélective
- Notre pain quotidien (mars 2007), documentaire de Nikolaus Geyrhalter
- Telepolis (janvier 2008), film d'Esteban Sapir
- L'Ombre de Bogota (avril 2008), film de Ciro Guerra
- Un conte d'été polonais (octobre 2008), film d'Andrzej Jakimowski
- Chrigu : chronique d'une vie éclairée (mars 2009), documentaire de Jan Gassmann
- Happy Sweden (avril 2009), film de Ruben Östlund
- Moomin et la folle aventure de l'été (novembre 2009), film de Maria Lindberg
- Dirty Diaries (février 2010), film de Mia Engberg
- Mateo Falcone (février 2010), film d'Éric Vuillard
- Helen (avril 2010), film de Joe Lawlor et Christine Molloy
- Dirty Diaries (juin 2010), de Mia Engberg
- Les Contes de la ferme (novembre 2010), de Hermina Tyrlova
- Tribulations d'une amoureuse sous Staline (novembre 2010), film de Borys Lankosz
- La Petite Chambre (février 2011), film de Stéphanie Chuat et Véronique Reymond
- Women Without Men (avril 2011), film de Shirin Neshat
- Plus jamais peur (octobre 2011), documentaire de Mourad Ben Cheikh
- L'Atelier enchanté (septembre 2011), de Hermina Tyrlova
- Le Vilain Petit Canard (novembre 2011), film de Garri Bardine
- Marieke, Marieke (mars 2012), film de Sophie Schoukens
- Querelles (avril 2012), film de Morteza Farshbaf
- Une Seconde Femme (juin 2012), film de Umut Dag
- Summertime (juillet 2012), film de Matthew Gordon
- Keep the Lights On (juillet 2012), film de Ira Sachs
- Coming Out (mai 2019), documentaire de Denis Parrot
- Léo, la fabuleuse histoire de Léonard de Vinci (janvier 2024), film de Jim Capobianco et Pierre-Luc Granjon[1]